# Stenoloma blumeanum
Stenoloma blumeanum là một loài dương xỉ trong họ Lindsaeaceae. Loài này được F mô tả khoa học đầu tiên năm 1850.
Danh pháp khoa học của loài này chưa được làm sáng tỏ. 